# Anell ordenat
En l'àlgebra abstracta, un anell ordenat és un anell commutatiu A amb un ordre total ≤ tal que
- si {\displaystyle a\leq b} i {\displaystyle c\in A}, aleshores {\displaystyle a+c\leq b+c}

- si {\displaystyle 0\leq a} i {\displaystyle 0\leq b}, aleshores {\displaystyle 0\leq ab}

Els anells ordenats són propis de l'aritmètica. Alguns exemples inclouen els enters, els racionals i els reals. (Els racionals i els reals són, de fet, cossos ordenats). Per altra banda, els nombres complexos no formen un anell ordenat de manera natural.
Igual que amb els nombres ordinaris, diem que un element c d'un anell ordenat és positiu si 0 ≤ c i negatiu si c ≤ 0. La qualificació del zero (l'element neutre per la suma) com a nombre positiu (i negatiu) o com a no positiu i (no negatiu) difereix segons els autors i és subjecte de debat. El conjunt dels elements positius en un anell A és denotat per alguns autors com A+.
Si a és un element d'un anell ordenat A, aleshores el valor absolut d'a, denotat per |a|, es defineix de la següent forma:
{\displaystyle |a|:={\begin{cases}a,&{\text{si }}0\leq a\\-a,&{\text{altrament}}\end{cases}}}
on −a és l'oposat d'a i 0 és l'element neutre respecte de la suma.

## Propietats bàsiques
- Si {\displaystyle a\leq b} i {\displaystyle 0\leq c}, aleshores {\displaystyle ac\leq bc.} Aquesta propietat, a vegades, s'utilitza per a definir anells ordenats en lloc de la segona propietat en la definició de més a dalt.
- Si {\displaystyle a,b\in A}, aleshores {\displaystyle |ab|=|a||b|.}
- Un anell ordenat no trivial és infinit.
- Si {\displaystyle a\in A}, aleshores o {\displaystyle a\in A_{+}}, o {\displaystyle -a\in A_{+}}, o a = 0. Aquesta propietat es deriva del fet que els anells ordenats són grups abelians, amb ordre total respecte la suma.
- Un anell ordenat A no té divisors de zero si i només si {\displaystyle A_{+}} és tancat respecte al producte, és a dir, ab és positiu quan ambdós a i b són positius.